# Mitch Mitchell
Pour les articles homonymes, voir Mitchell.
 (août 2024).
Si vous disposez d'ouvrages ou d'articles de référence ou si vous connaissez des sites web de qualité traitant du thème abordé ici, merci de compléter l'article en donnant les références utiles à sa vérifiabilité et en les liant à la section « Notes et références ».
John Graham "Mitch" Mitchell (né le 9 juillet 1946 à Ealing, Middlesex, Angleterre - mort le 12 novembre 2008 à Portland, Oregon, États-Unis) est un musicien britannique. Il est surtout connu pour avoir été le batteur de The Jimi Hendrix Experience.
Il se classe à la huitième place du classement des 100 meilleurs batteurs de tous les temps du magazine Rolling Stone

## Biographie
Il est l'un des batteurs les plus influents de la fin des années 1960 et du début des années 1970. Il est entré dans la légende avec  son travail dans The Jimi Hendrix Experience aux côtés de Jimi Hendrix et Noel Redding, notamment sur des chansons comme Manic Depression, Fire, Third Stone from the Sun, Up from the Skies ou 1983... (A Merman I Should Turn to Be).
Mitchell a une formation de batteur de jazz, très influencé par Elvin Jones, Philly Joe Jones, Art Blakey et Tony Williams. Son style novateur sera plus tard connu sous le nom de fusion. Il met la batterie en avant et ne se contente plus de structurer la chanson avec la basse.
Mitchell est  le plus important collaborateur musical de Jimi Hendrix. Il joue avec lui dans le trio The Jimi Hendrix Experience de 1966 jusqu'au milieu de 1969, ainsi qu'à Woodstock en août 1969 et dans le trio Hendrix/Cox/Mitchell en 1970 (il y a controverse sur le nom de cette formation).
Le 11 décembre 1968, il participe à l'émission The Rock and Roll Circus, durant laquelle il forme aux côtés de John Lennon, Keith Richards et Eric Clapton, le supergroupe éphémère The Dirty Mac, le temps d'une interprétation du titre Yer Blues.
Début 1970, il joue dans la formation de Jack Bruce en compagnie du guitariste Larry Coryell.
Après la mort de Hendrix, il entreprend avec l'ingénieur Eddie Kramer de compléter la production des enregistrements incomplets de Hendrix qui sortiront sur des albums posthumes comme The Cry of Love et Rainbow Bridge - Original Motion Picture Sound Track.
En 1971, il tourne avec Larry Coryell dans un trio où Jack Bruce tient la basse. Le groupe se produit au festival de jazz de Nice, mais ne publie aucun enregistrement studio.
En 1972, il s'associe avec les guitaristes April Lawton et Mike Pinera pour former Ramatam. Ils enregistrent un album et ouvrent plusieurs concerts de ELP. Il joue également dans des concerts pour Terry Reid, Jack Bruce, et Jeff Beck.
À partir du milieu des années 1970, Mitchell se fait plus discret, faisant quelques enregistrements comme sur Long Walk Home de Junior Brown et participant aux enregistrements, vidéos et interviews relatives à Hendrix.
Plus récemment, il est membre du groupe Gypsy Sun Experience avec l'ancien bassiste d'Hendrix Billy Cox et le guitariste Gary Serkin.
Mitch Mitchell meurt le 12 novembre 2008 dans sa chambre d'hôtel de Portland alors qu'il vient juste de terminer l’Experience Hendrix Tour 2008, série de concerts destinés à honorer la mémoire du guitariste mort trente-huit ans plus tôt.
Il laisse derrière lui sa dernière femme Diana ‘Dee’ Mitchell, une fille Aysha Mitchell, née le 1er septembre 1970 issue de son union avec Lynn Mitchell et deux petites-filles Sophie Lynn et Sydney.

## Discographie

### Albums studio
- Are You Experienced (mai 1967)
- Axis: Bold as Love (décembre 1967)
- Electric Ladyland (septembre 1968)
- The Cry of Love (1971)
- Rainbow Bridge - Original Motion Picture Sound Track (1971)
- War Heroes (1972)
- Loose Ends (1973)
- Nine to the Universe (1980)

### Albums live
- Isle of Wight (1971) : concert du 30 août 1970
- Hendrix in the West (1972) : constitué de différents concerts
- The Jimi Hendrix Concerts (1982) : constitué de différents concerts
- Jimi Plays Monterey (1986) : concert du 18 juin 1967
- Live at Winterland (1987) : issu des performances des 10-11-12 octobre 1968
- Live Isle of Wight '70 (1991) : concert du 30 août 1970
- Stages (1991) : constitué de 4 concerts; Stockholm 67, Paris 68, San Diego 69 et Atlanta 70
- Jimi Hendrix : Woodstock (1994) : concert du 18 août 1969
- Live at Woodstock (1999) : concert du 18 août 1969
- Blue Wild Angel: Live at the Isle of Wight (2002) : concert du 30 août 1970
- Live at Berkeley (2003) : second concert du 30 mai 1970
- Live at Monterey (2007) : concert du 18 juin 1967
- Londres (Royal Albert Hall) : 24 février 1969

### Compilations
- Radio One (1988)
- Variations on a Theme: Red House (1989)
- Live and Unreleased: The Radio Show (1989)
- Lifelines: The Jimi Hendrix Story (1990) - CD 4 : concert du 26 avril 1969
- Blues (1994)
- Voodoo Soup (1995)
- First Rays of the New Rising Sun (1997)
- South Saturn Delta (1997)
- BBC Sessions (1998)
- The Jimi Hendrix Experience Box Set (2000)
- Voodoo Child: The Jimi Hendrix Collection (2001)
- Martin Scorsese Presents The Blues (2003)

### Dagger Records (pirates officiels)
- Live at the Oakland Coliseum (1998) : concert du 27 avril 1969
- Live at Clark University (1999) : concert du 15 mars 1968
- Live in Ottawa (2001) : concert du 19 mars 1968
- Paris 67 / San Francisco 68 (2003) : concert du 9 octobre 1967 et second concert du 4 février 1968
- Hear My Music (2004)
- Live at the Isle of Fehmarn (2005) : concert du 6 septembre 1970 (le dernier du trio Hendrix/Cox/Mitchell)
- Live at Woburn (2009) : concert du 6 juillet 1968

### Avec d'autres artistes
- Muddy Waters : The London Sessions (1971)
- Randy California : Kpt. Kopter & the Fabulous Twirlybirds (1972)
- Music from Free Creek (1973), enregistré en 1969
- The Rock and Roll Circus (1996) concert filmé en 1968 avec John Lennon, Eric Clapton, Keith Richards...
- Gary Moore : Blues for Jimi (2012)